# Kunukuhuis

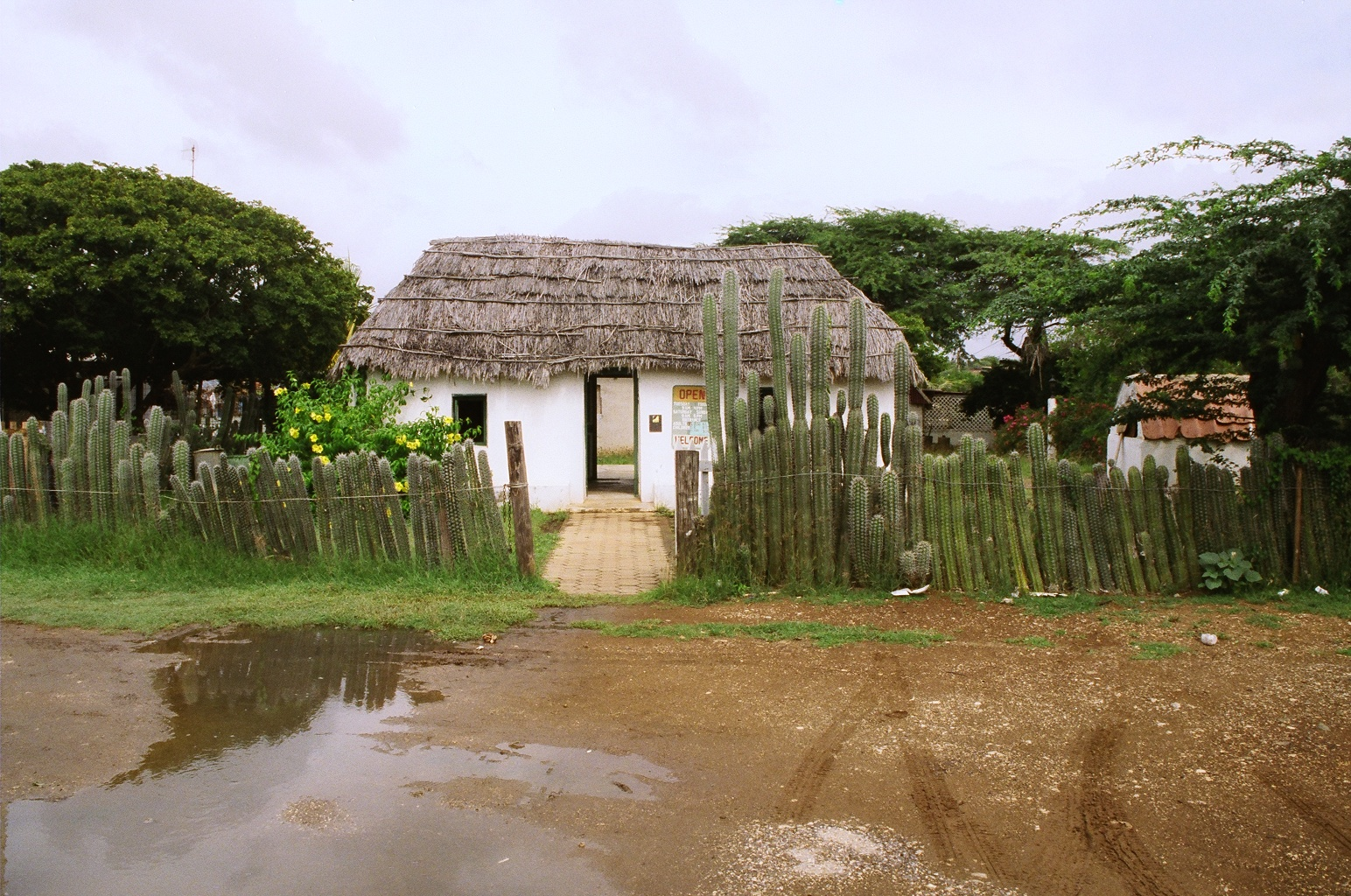
Kunukuhuis op Curaçao, kas di yerba

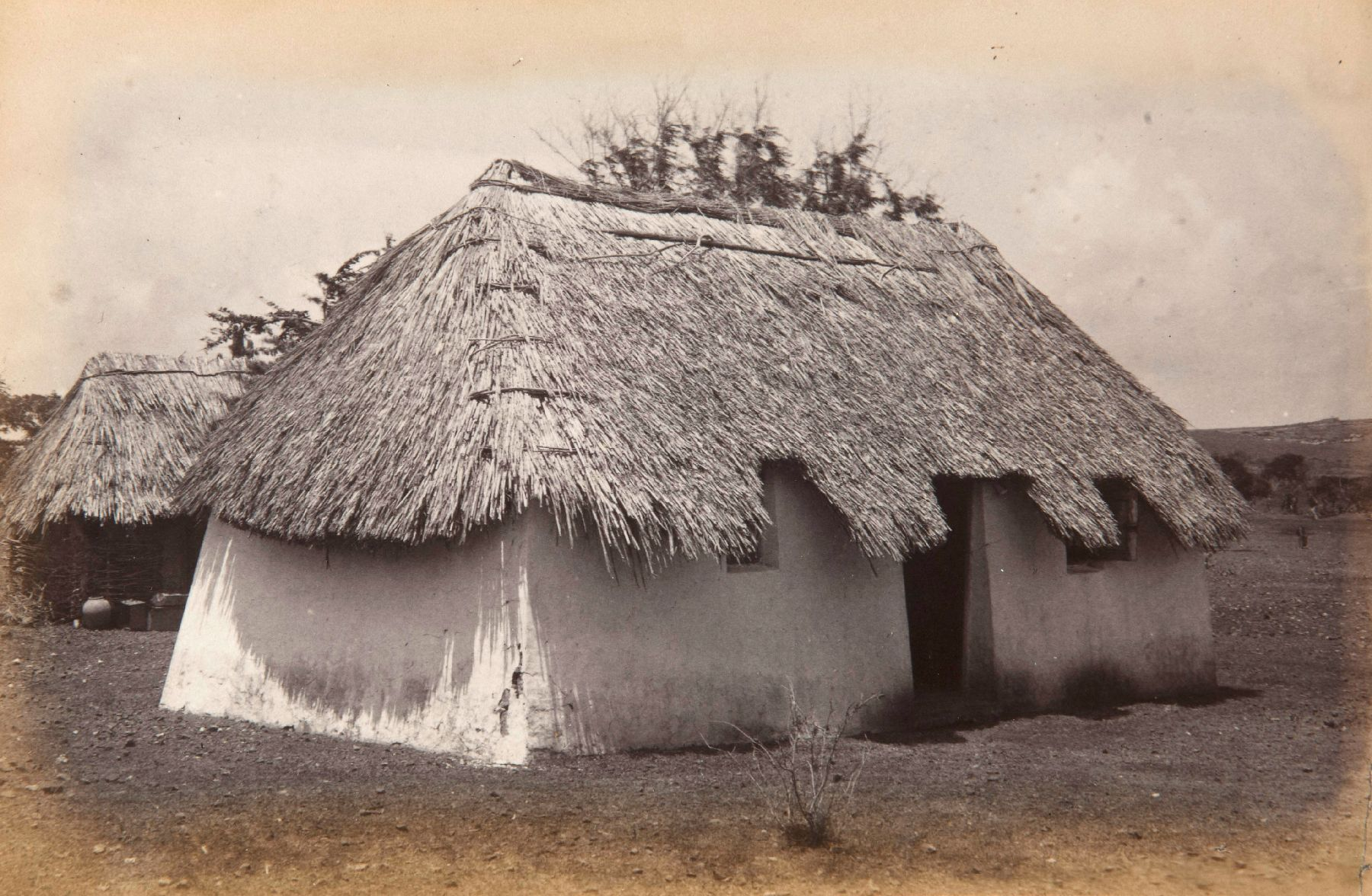
Kunukuhuizen Curacao

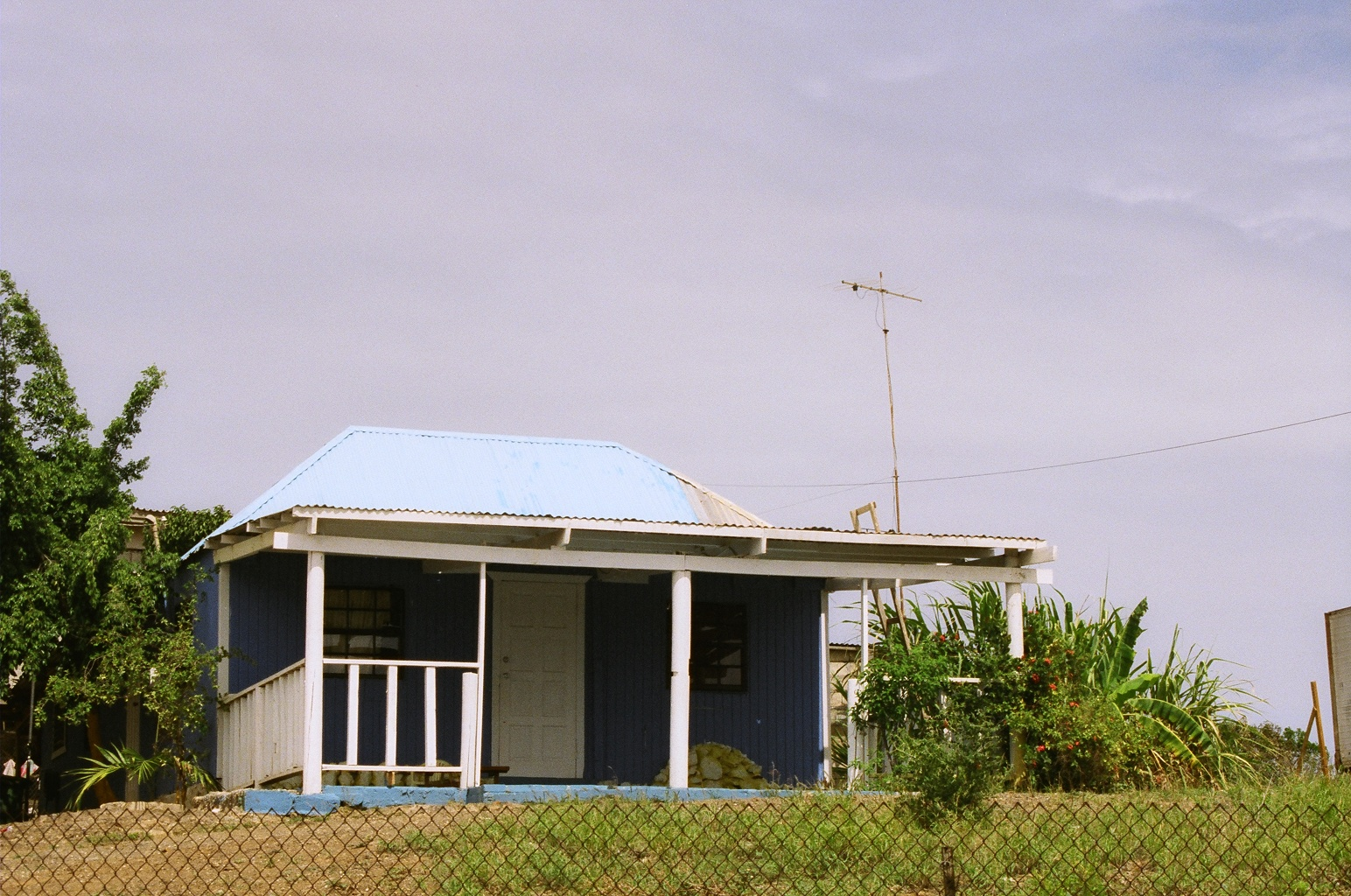
Plankenhuisje, kas di tabla

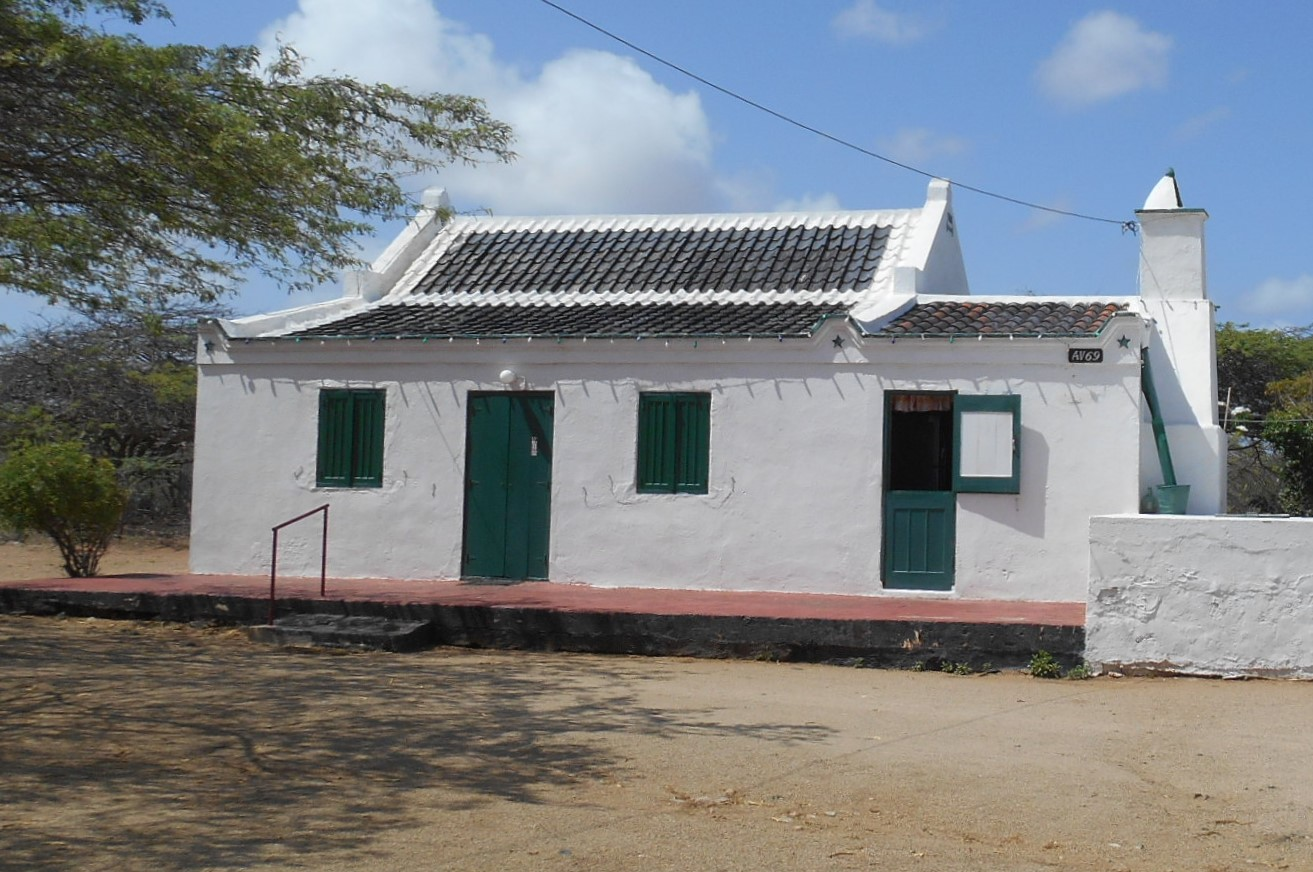
Traditioneel Kunukuhuis op Aruba in district Noord

Een kunukuhuis (Papiaments: kas di kunuku) is een voormalige slavenwoning op de Benedenwindse Eilanden Curaçao, Aruba en Bonaire.
Kunuku betekent 'plantage' (en ook 'platteland'). Na de verovering van de eilanden door de Nederlanders werden door West-Indische Compagnie op grote schaal plantages aangelegd, voor de handel met Europa. Voor het werk op de plantages werden slaven uit Afrika gehaald die op het plantageterrein woningen bouwden, volgens de in West-Afrika gebruikelijke stijl. Voor de wanden werden op de eilanden voorkomende materialen, zoals hout, koraalsteen, kalksteen of leem gemengd met koeienmest op een vlechtwerk van takken gebruikt en mais- of rietstengels voor de daken. Deze materialen komen in de Papiamentse woorden terug: kas di yerba betekent "strohut", kas di torto betekent "lemen hut", kas di pal'i maishi betekent "hut van maisstengels".

## Aruba
Op Aruba worden de kunukuhuizen onderscheiden in vier categorieën. Huizen voor 1920, huizen na 1920, huizen met een dak en huizen met twee daken.

## Na 1863
Bij de afschaffing van de slavernij op 1 juli 1863 kregen de voormalige slaven kleine stukjes grond toegewezen, die ze konden gebruiken om levensmiddelen te verbouwen. De stichting van de olieraffinaderij (de Isla) in het begin van de 20e eeuw maakte de voormalige plantagewerkers tot arbeiders op de olieraffinaderij. In deze periode worden voor de wanden van de huisjes ook geplette olieblikken en steen en voor de daken geplet blikwerk, gegolfd plaatijzer en dakpannen gebruikt. Deze huisjes worden kas krioyo genoemd.
Ook werden er huizen gebouwd van hout dat als verpakking was gebruikt voor het transport van goederen over zee. Deze huizen worden plankenwoningen genoemd, Papiaments: kas di tabla.
De oorspronkelijke kunukuhuizen hebben geen veranda en een keuken buitenshuis. Een ontwikkeling van de jaren na de Tweede Wereldoorlog is dat er woningen worden gebouwd volgens het kunukuconcept maar met binnenshuis een keuken en een veranda. Er wordt dan ook met materialen zoals steen en dakpannen gebouwd.

## Bonaire
Op Bonaire was in 1937, volgens de gezaghebber, de introductie van het standaard kunuku-ontwerp niet nodig
"De Bonairiaansche landbouwer en-of arbeider heeft, in tegenstelling met zijn klassegenoot in het overgroote gedeelte van het tweede of derde district op Curaçao zyn koenoekoe-huisje niet om er voortdurend in te wonen, maar meer om te dienen als schuilplaats by regen of slecht weer – dit is de rancho of ramada – wanneer hy op het land moet werken. De eigenlyke woning heeft hij gewoonlijk in een der dorpen of gehuchten van het eiland staan en die is dan ook veel beter dan het doorsnee koenoekoe-huis op Curaçao".
Verder schrijft de gezaghebber: 
"Van den Bonairiaan kan volmondig worden verklaard, dat hy de niet genoeg te waardeeren eigenschap bezit zeer goed te zorgen voor zijn woonhuis (....) om aan een eigen huis te geraken zal hy zich zeer veel ontzeggen, tot zelfs voldoende voeding en kleeding toe".